# نيكيتا ميلر
نيكيتا ميلر (16 مايو 1982 في جامايكا - ) (بالإنجليزية: Nikita O'Brien Miller)‏ هو لاعب كريكت جامايكي. شارك مع منتخب الهند الغربية للكريكت ومنتخب جامايكا الوطني للكريكت.

## وصلات خارجية
- نيكيتا ميلر على موقع إي آس بي آن كريك إنفو (الإنجليزية)